# Alchemilla frost-olsenii
Alchemilla frost-olsenii es una especie de planta del género Alchemilla, perteneciente a la familia Rosaceae.

## Taxonomía
Alchemilla frost-olsenii fue descrita por S. E. Fröhner en 1995.

## Distribución
Se encuentra en el territorio de España.